# Sân bay quốc tế Phoenix Sky Harbor
Sân bay quốc tế Phoenix Sky Harbor (tiếng Anh: Phoenix Sky Harbor International Airport) (IATA: PHX, ICAO: KPHX, LID FAA: PHX) là một sân bay hỗn hợp quân sự dân dụng nằm cách 3 dặm Anh (4,8 km) về phía đông nam khu kinh doanh trung tâm của thành phố Phoenix, quận Maricopa, Arizona, Hoa Kỳ. Đây là sân bay lớn nhất và bận rộn nhất của Arizona, và sân bay thương mại lớn nhất ở miền Tây Nam Mỹ.
Trong năm 2010, sân bay phục vụ 38.554.530 lượt khách, làm cho nó là sân bay bận rộn nhất thứ chín tại Hoa Kỳ về hành khách và một trong số 15 sân bay bận rộn nhất trên thế giới với 90 triệu đô la Mỹ tác động kinh tế hàng ngày. Trên cơ sở hàng ngày, sân bay xử lý khoảng 1.252 lượt chuyến bay đến và khởi hành, cùng với 103.630 hành khách mỗi ngày, và hơn 675 tấn hàng hóa xử lý. Cục Hàng không Liên bang (FAA) các hồ sơ cho thấy các sân bay đã có 18.853.719 lượt hành khách lên máy bay thương mại (enplanements) trong năm 2009 và 19.225.050 lên máy bay trong năm 2010.

## Các hãng hàng không và tuyến bay

### Hành khách
| Hãng hàng không      | Các điểm đến | Nhà ga-Hành lang                     |
| -------------------- | --- | ------------------------------------ |
| Air Canada Rouge     | Toronto-Pearson Theo mùa: Calgary, Vancouver | 4 - B                                |
| Alaska Airlines      | Portland (OR), Seattle/Tacoma Theo mùa: Anchorage | 2                                    |
| American Airlines    | Chicago-O'Hare, Dallas/Fort Worth, Detroit, Miami, New York-JFK, Newark, Orange County, Seattle/Tacoma | 4 - B                                |
| American Eagle       | El Paso, Fresno, Los Angeles, Tucson | 4 - B                                |
| British Airways      | London-Heathrow | 4 - B                                |
| Delta Air Lines      | Atlanta, Detroit, Los Angeles, Minneapolis/St. Paul, New York-JFK, Salt Lake City, Seattle/Tacoma (bắt đầu từ ngày ngày 1 tháng 9 năm 2015) Theo mùa: Cincinnati | 3 - North                            |
| Delta Connection     | Los Angeles, Salt Lake City, Seattle/Tacoma | 3 - North                            |
| Frontier Airlines    | Chicago-O'Hare, Cincinnati, Cleveland, Denver, Houston-Intercontinental, San Francisco | 3 - North                            |
| Great Lakes Airlines | Page, Show Low | 2                                    |
| Hawaiian Airlines    | Honolulu | 3 - South (Nhà ga 3 - Bắc từ/4/2015) |
| JetBlue Airways      | Boston, New York-JFK | 3 - North                            |
| Southwest Airlines   | Albuquerque, Atlanta, Austin, Baltimore, Boise, Buffalo, Burbank, Chicago-Midway, Cleveland, Columbus (OH), Dallas-Love, Denver, Detroit, El Paso, Fort Lauderdale, Houston-Hobby, Indianapolis, Kansas City, Las Vegas, Little Rock, Los Angeles, Louisville, Milwaukee, Minneapolis/St. Paul, Nashville, New Orleans, Newark, Oakland, Oklahoma City, Omaha, Ontario, Orange County, Orlando, Philadelphia, Pittsburgh, Portland (OR), Raleigh-Durham, Reno/Tahoe, Sacramento, St. Louis, Salt Lake City, San Antonio, San Diego, San Francisco, San Jose (CA), Seattle/Tacoma, Spokane, Tampa, Tulsa | 4 - C, D                             |
| Spirit Airlines      | Dallas/Fort Worth Theo mùa: Chicago-O'Hare, Denver, Minneapolis/St. Paul | 3 - North (Terminal 2 từ/4/2015)     |
| Sun Country Airlines | Theo mùa: Minneapolis/St. Paul | 3 - South (Terminal 2 từ/4/2015)     |
| United Airlines      | Chicago-O'Hare, Denver, Houston-Intercontinental, Newark, San Francisco, Washington-Dulles | 2                                    |
| United Express       | Denver, Los Angeles, San Francisco Theo mùa: Houston-Intercontinental | 2                                    |
| US Airways           | Anchorage, Atlanta, Austin, Baltimore, Boise, Boston, Calgary, Cancún, Charlotte, Chicago-O'Hare, Cleveland, Columbus (OH), Dallas/Fort Worth, Denver, Des Moines, Detroit, Edmonton, Fort Lauderdale, Guadalajara, Honolulu, Houston-Intercontinental, Indianapolis, Kahului, Kailua-Kona, Kansas City, Las Vegas, Lihue, Long Beach, Los Angeles, Mazatlán, Thành phố México, Milwaukee, Minneapolis/St. Paul, New York-JFK, Newark, Oakland, Omaha, Ontario, Orange County, Orlando, Philadelphia, Pittsburgh, Portland (OR), Puerto Vallarta, Reno/Tahoe, Sacramento, St. Louis, Salt Lake City, San Diego, San Francisco, San Jose (CA), San José del Cabo, Seattle/Tacoma, Spokane, Tampa, Tucson, Vancouver, Washington-National Theo mùa: Albuquerque (bắt đầu từ ngày 14/4/2015), Ixtapa/Zihuatanejo, Manzanillo, San José de Costa Rica | 4 - A, B                             |
| US Airways Express   | Albuquerque, Austin, Bakersfield, Burbank, Des Moines, Durango (CO), El Paso, Flagstaff, Fresno, Grand Junction, Guadalajara, Hermosillo, Kansas City, Long Beach, Monterey, Oakland, Omaha, Ontario, Palm Springs, Puerto Vallarta, Reno/Tahoe, St. Louis, Salt Lake City, San Antonio, San Luis Obispo, Santa Barbara, Tucson, Yuma Theo mùa: Calgary, Montrose, Vancouver | 4 - B                                |
| Volaris              | Guadalajara | 4 - B                                |
| WestJet              | Calgary, Edmonton Theo mùa: Kelowna, Regina, Saskatoon, Toronto-Pearson, Vancouver, Victoria, Winnipeg | 4 - B                                |

### Ga hàng hóa
| Hãng hàng không                           | Các điểm đến                      |
| ----------------------------------------- | --------------------------------- |
| ABX Air                                   | Cincinnati                        |
| Ameriflight                               | Los Angeles, Tijuana              |
| DHL Express vận hành bởi ABX Air          | San Diego                         |
| FedEx Feeder vận hành bởi Empire Airlines | Flagstaff, Lake Havasu City, Yuma |
| FedEx Express                             | Indianapolis, Memphis, Oakland    |
| FedEx Feeder vận hành bởi Corporate Air   | Billings                          |
| UPS Airlines                              | Louisville                        |